# Campeonato Mundial de Atletismo de 2015 - 20 km marcha atlética feminina
A prova da marcha atlética feminina 20 km do Campeonato Mundial de Atletismo de 2015 foi disputada dia 28 de agosto nas ruas de Pequim.

## Recordes
| Tipo                  | Atleta            | Tempo   | Local     | Data                | Ref |
| --------------------- | ----------------- | ------- | --------- | ------------------- | --- |
|                       | Liu Hong          | 1:24:38 | Corunha   | 6 de junho de 2015  | ver |
| Recorde do campeonato | Olimpiada Ivanova | 1:25:41 | Helsinque | 7 de agosto de 2005 | ver |

## Medalhas
| Ouro           | Prata           | Bronze                    |
| Liu Hong (CHN) | Lü Xiuzhi (CHN) | Lyudmyla Olyanovska (UKR) |

## Cronograma
Todos os horários são locais (UTC+8).
| Data         | Hora  | Evento |
| ------------ | ----- | ------ |
| 28 de agosto | 08:30 | Final  |

## Resultado

### Final
A corrida teve início às 8:30. 
| Colocação         | Atleta              | Nacionalidade  | Tempo   | Notas                |
| ----------------- | ------------------- | -------------- | ------- | -------------------- |
| Medalha de ouro   | Liu Hong            | China          | 1:27:45 |                      |
| Medalha de prata  | Lü Xiuzhi           | China          | 1:27:45 |                      |
| Medalha de bronze | Lyudmyla Olyanovska | Ucrânia        | 1:28:13 |                      |
| 4                 | Ana Cabecinha       | Portugal       | 1:29:29 |                      |
| 5                 | Antonella Palmisano | Itália         | 1:29:34 |                      |
| 6                 | Érica de Sena       | Brasil         | 1:30:06 |                      |
| 7                 | Brigita Virbalytė   | Lituânia       | 1:30:20 | Recorde pessoal      |
| 8                 | Anežka Drahotová    | Chéquia        | 1:30:32 |                      |
| 9                 | Alejandra Ortega    | México         | 1:31:04 | Recorde pessoal      |
| 10                | María José Poves    | Espanha        | 1:31:06 | Recorde da temporada |
| 11                | Nadiya Borovska     | Ucrânia        | 1:31:18 |                      |
| 12                | Mirna Ortiz         | Guatemala      | 1:31:32 |                      |
| 13                | Rachel Seaman       | Canadá         | 1:31:39 |                      |
| 14                | Raquel González     | Espanha        | 1:32:00 |                      |
| 15                | Viktória Madarász   | Hungria        | 1:32:01 |                      |
| 16                | Paola Pérez         | Equador        | 1:32:12 |                      |
| 17                | Nie Jingjing        | China          | 1:32:40 |                      |
| 18                | Alana Barber        | Nova Zelândia  | 1:33:20 | Recorde nacional     |
| 19                | Sandra Arenas       | Colômbia       | 1:33:24 |                      |
| 20                | Maria Michta-Coffey | Estados Unidos | 1:33:24 |                      |
| 21                | Vera Santos         | Portugal       | 1:34:01 |                      |
| 22                | Wendy Cornejo       | Bolívia        | 1:34:12 | Recorde pessoal      |
| 23                | Inês Henriques      | Portugal       | 1:34:47 |                      |
| 24                | Claudia Ștef        | Roménia        | 1:34:51 |                      |
| 25                | Kumiko Okada        | Japão          | 1:34:56 |                      |
| 26                | Miranda Melville    | Estados Unidos | 1:35:19 |                      |
| 27                | Jeon Yeong-eun      | Coreia do Sul  | 1:35:48 |                      |
| 28                | Maritza Poncio      | Guatemala      | 1:35:53 |                      |
| 29                | Cisiane Lopes       | Brasil         | 1:36:06 |                      |
| 30                | Mária Czaková       | Eslováquia     | 1:36:08 |                      |
| 31                | Emilie Menuet       | França         | 1:36:17 |                      |
| 32                | Laura García-Caro   | Espanha        | 1:36:22 |                      |
| 33                | Laura Polli         | Suíça          | 1:36:26 | Recorde da temporada |
| 34                | Rachel Tallent      | Austrália      | 1:36:27 |                      |
| 35                | Jeong Eun Lee       | Coreia do Sul  | 1:36:52 |                      |
| 36                | Lucie Pelantová     | Chéquia        | 1:38:34 |                      |
| 37                | Khushbir Kaur       | Índia          | 1:38:53 |                      |
| 38                | Agnieszka Dygacz    | Polónia        | 1:39:06 |                      |
| 39                | Mayra Herrera       | Guatemala      | 1:39:23 |                      |
| 40                | Marie Polli         | Suíça          | 1:39:49 |                      |
| 41                | Mária Gáliková      | Eslováquia     | 1:40:06 |                      |
| 42                | Olena Shumkina      | Ucrânia        | 1:41:30 |                      |
| 43                | Beki Smith          | Austrália      | DQ      |                      |
| 43                | Claudia Balderrama  | Bolívia        | DQ      |                      |
| 43                | Sapana Sapana       | Índia          | DQ      |                      |
| 43                | Eleonora Giorgi     | Itália         | DQ      |                      |
| 43                | Elisa Rigaudo       | Itália         | DQ      |                      |
| 43                | Neringa Aidietytė   | Lituânia       | DQ      |                      |
| 43                | Kimberly García     | Peru           | DNF     |                      |
| 43                | Kelly Ruddick       | Austrália      | DNS     |                      |

Legenda
| Recorde mundial       | Recorde mundial (World record)               |                       | Recorde africano                      | Recorde africano (African) |                                           | Q | Classificado por posição (Qualified) |
| Recorde do campeonato | Recorde do campeonato (Championship record)  | Recorde da América    | Recorde da América (Americas)         | q                          | Classificado por melhor tempo (Qualified) |   |                                      |
| Melhor marca do ano   | Melhor marca do ano (World leading)          | Recorde asiático      | Recorde asiático (Asian)              | DNS                        | Não largou (Did not start)                |   |                                      |
| Recorde nacional      | Recorde nacional (National record)           | Recorde europeu       | Recorde europeu (European)            | DNF                        | Não terminou (Did not finish)             |   |                                      |
| Recorde pessoal       | Recorde pessoal do atleta (Personal best)    | Recorde da Oceania    | Recorde da Oceania (Oceania)          | DSQ / DQ                   | Desclassificado (Disqualified)            |   |                                      |
| Recorde da temporada  | Recorde da temporada do atleta (Season best) | Recorde sul-americano | Recorde sul-americano (South America) | NM                         | Sem marca (No mark)                       |   |                                      |